# Джим Кайт
Джим Кайт (англ. Jim Kyte, нар. 21 березня 1964, Оттава) — колишній канадський хокеїст, що грав на позиції захисника.
Провів понад 600 матчів у Національній хокейній лізі. У 2018 році введений до Канадської зали слави людей з інвалідністю.

## Ігрова кар'єра
Хокейну кар'єру розпочав 1981 року.
1982 року був обраний на драфті НХЛ під 12-м загальним номером командою «Вінніпег Джетс». 
Протягом професійної клубної ігрової кар'єри, що тривала 15 років, захищав кольори команд «Вінніпег Джетс», «Піттсбург Пінгвінс», «Калгарі Флеймс», «Оттава Сенаторс» та «Сан-Хосе Шаркс».
Загалом провів 640 матчів у НХЛ, включаючи 42 гри плей-оф Кубка Стенлі.

## Інвалідність
Кайт став першим гравцем в історії НХЛ, якого допустили до матчів незважаючи на порушення слуху. Під час матчів він використовував слуховий апарат, який кріпився на спеціально виготовленому для нього шоломі. 

## Статистика
| Сезон        | Клуб                    | Ліга         | Регулярний сезон | Регулярний сезон | Регулярний сезон | Регулярний сезон | Регулярний сезон | Плей-оф | Плей-оф | Плей-оф | Плей-оф | Плей-оф |
| Сезон        | Клуб                    | Ліга         | І                | Г                | П                | О                | ШХ               | І       | Г       | П       | О       | ШХ      |
| ------------ | ----------------------- | ------------ | ---------------- | ---------------- | ---------------- | ---------------- | ---------------- | ------- | ------- | ------- | ------- | ------- |
| 1981–82      | «Корнвол Роялс»         | ОХЛ          | 52               | 4                | 13               | 17               | 148              | 5       | 0       | 0       | 0       | 10      |
| 1982–83      | «Вінніпег Джетс»        | НХЛ          | 2                | 0                | 0                | 0                | 0                | —       | —       | —       | —       | —       |
| 1982–83      | «Корнвол Роялс»         | ОХЛ          | 65               | 6                | 30               | 36               | 195              | 8       | 0       | 2       | 2       | 24      |
| 1983–84      | «Вінніпег Джетс»        | НХЛ          | 58               | 1                | 2                | 3                | 55               | 3       | 0       | 0       | 0       | 11      |
| 1984–85      | «Вінніпег Джетс»        | НХЛ          | 71               | 0                | 3                | 3                | 111              | 8       | 0       | 0       | 0       | 14      |
| 1985–86      | «Вінніпег Джетс»        | НХЛ          | 71               | 1                | 3                | 4                | 126              | 3       | 0       | 0       | 0       | 12      |
| 1986–87      | «Вінніпег Джетс»        | НХЛ          | 72               | 5                | 5                | 10               | 162              | 10      | 0       | 4       | 4       | 36      |
| 1987–88      | «Вінніпег Джетс»        | НХЛ          | 51               | 1                | 3                | 4                | 128              | —       | —       | —       | —       | —       |
| 1988–89      | «Вінніпег Джетс»        | НХЛ          | 74               | 3                | 9                | 12               | 190              | —       | —       | —       | —       | —       |
| 1989–90      | «Піттсбург Пінгвінс»    | НХЛ          | 56               | 3                | 1                | 4                | 125              | —       | —       | —       | —       | —       |
| 1990–91      | «Калгарі Флеймс»        | НХЛ          | 42               | 0                | 9                | 9                | 153              | 7       | 0       | 0       | 0       | 7       |
| 1990–91      | «Піттсбург Пінгвінс»    | НХЛ          | 1                | 0                | 0                | 0                | 2                | —       | —       | —       | —       | —       |
| 1990–91      | «Маскігон Ламберджекс»  | ІХЛ          | 25               | 2                | 5                | 7                | 157              | —       | —       | —       | —       | —       |
| 1991–92      | «Калгарі Флеймс»        | НХЛ          | 21               | 0                | 1                | 1                | 107              | —       | —       | —       | —       | —       |
| 1991–92      | «Солт-Лейк Голден-Іглс» | ІХЛ          | 6                | 0                | 1                | 1                | 9                | —       | —       | —       | —       | —       |
| 1992–93      | «Нью-Гейвен Сенаторс»   | АХЛ          | 63               | 6                | 18               | 24               | 163              | —       | —       | —       | —       | —       |
| 1992–93      | «Оттава Сенаторс»       | НХЛ          | 4                | 0                | 1                | 1                | 4                | —       | —       | —       | —       | —       |
| 1993–94      | «Лас-Вегас Тандер»      | ІХЛ          | 75               | 2                | 16               | 18               | 246              | 4       | 0       | 1       | 1       | 51      |
| 1994–95      | «Сан-Хосе Шаркс»        | НХЛ          | 18               | 2                | 5                | 7                | 33               | 11      | 0       | 2       | 2       | 14      |
| 1994–95      | «Лас-Вегас Тандер»      | ІХЛ          | 76               | 3                | 17               | 20               | 195              | —       | —       | —       | —       | —       |
| 1995–96      | «Сан-Хосе Шаркс»        | НХЛ          | 57               | 1                | 7                | 8                | 146              | —       | —       | —       | —       | —       |
| 1996–97      | «Канзас-Сіті Блейдс»    | ІХЛ          | 76               | 3                | 8                | 11               | 259              | 3       | 0       | 0       | 0       | 2       |
| Усього в НХЛ | Усього в НХЛ            | Усього в НХЛ | 598              | 17               | 49               | 66               | 1342             | 42      | 0       | 6       | 6       | 94      |